# 2021—2022年西南印度洋熱帶氣旋季
2021-2022年西南印度洋熱帶氣旋季在2022年1月21日開始。
此文內容只包含在西南印度洋形成的熱帶氣旋的介紹。
風暴是由留尼汪氣象部發出報告。如果一個熱帶低氣壓在南緯0-40度，東經31-55度之間增強為中度熱帶風暴的話，馬達加斯加就會為它命名。當一個熱帶低氣壓在南緯0-40度，東經55-90度之間增強為中度熱帶風暴，毛里求斯將會為它命名。

## 已被國際命名的熱帶氣旋
- 如果一個熱帶低氣壓在南緯0-40度，東經31-90度之間增強為中度熱帶風暴的話，馬達加斯加或毛里求斯就會為它命名。由於每年都會有新的名字清單，所以不會停用名字。

以下所有氣旋的強度及其他相關資訊均以留尼汪氣象部公報為準。

### 強烈熱帶風暴安娜（Ana）
2022年1月21日，留尼旺氣象部把集結在南緯13度，東經58度的熱帶擾動93S評為不穩定天氣區，給予編號01。
1月22日下午3時，留尼旺氣象部將其升格為熱帶性低氣壓。不久後系統登陸馬達加斯加，留尼旺氣象部將其降格為熱帶擾動。
11月23日晚間9時，留尼旺氣象部再度將其升格為熱帶性低氣壓。同時，聯合颱風警報中心將其升格為熱帶風暴，給予熱帶氣旋編號07S。
1月24日上午9時，留尼旺氣象部將其升格為中度熱帶風暴，並由馬達加斯加氣象局命名為安娜（Ana）。晚間系統登陸莫桑比克，留尼旺氣象部判定其已轉變為一陸上低壓。同時，聯合颱風警報中心發布最終警告。安娜共造成至少115人死亡。
事後，留尼旺氣象部將其巔峰風速上調至50節（每小時95公里），氣壓下調至987百帕。

### 強烈熱帶氣旋巴茲萊（Batsirai）
1月25日，留尼旺氣象部把集結在南緯8.0度，東經86.0度的96S評為熱帶擾動，給予編號02。晚間9時，留尼旺氣象部將其升格為熱帶性低氣壓。
1月27日上午8時，聯合颱風警報中心將其升格為熱帶風暴，給予熱帶氣旋編號08S。下午1時，留尼旺氣象部將其升格為中度熱帶風暴，並由模里西斯氣象局命名為巴茲萊（Batsirai）。晚間8時，留尼旺氣象部直接將其升格為強烈熱帶氣旋。不久後，聯合颱風警報中心將其升格為二級熱帶氣旋。
1月28日凌晨2時，留尼旺氣象部將其降格為熱帶氣旋。上午6時，聯合颱風警報中心直接將其降格為熱帶風暴。上午9時，留尼旺氣象部將其降格為中度熱帶風暴。
1月29日下午3時，留尼旺氣象部將其升格為強烈熱帶風暴。同時，聯合颱風警報中心將其升格為一級熱帶氣旋。
1月30日凌晨2時，留尼旺氣象部將其升格為熱帶氣旋。下午3時，聯合颱風警報中心再度將其升格為二級熱帶氣旋。
1月31日上午6時，聯合颱風警報中心將其升格為三級熱帶氣旋。上午9時，聯合颱風警報中心將其降格為二級熱帶氣旋。晚間9時，留尼旺氣象部再度將其降格為熱帶氣旋。
2月1日上午6時，聯合颱風警報中心將其降格為一級熱帶氣旋。晚間9時，聯合颱風警報中心將其三度升格為二級熱帶氣旋。
2月2日凌晨2時，留尼旺氣象部再度將其升格為強烈熱帶氣旋。上午9時，聯合颱風警報中心將其直接升格為四級熱帶氣旋。
2月3日凌晨3時，聯合颱風警報中心將其降格為三級熱帶氣旋。
2月4日晚間9時，聯合颱風警報中心將其再度升格為四級熱帶氣旋。
2月5日上午9時，聯合颱風警報中心再度將其降格為三級熱帶氣旋。
2月6日凌晨1時，巴茲萊登陸馬達加斯加。上午9時，留尼旺氣象部將其再度降格為中度熱帶風暴，同時，聯合颱風警報中心將其降格為熱帶風暴。
2月7日晚間8時，留尼旺氣象部判定其已轉變為後熱帶氣旋。
2月8日淩晨3時，留尼旺氣象部將其再度升格為中度熱帶風暴。晚間9時，留尼旺氣象部再度判定其已轉變為後熱帶氣旋。
事後，留尼旺氣象部將其巔峰風速上調至110節（每小時205公里），氣壓下調至923百帕。

### 中度熱帶風暴克利夫（Cliff）
2月1日，留尼旺氣象部把集結在南緯22.1度，東經76.8度的90S評為熱帶擾動。
2月4日下午3時，聯合颱風警報中心將其升格為熱帶風暴，給予熱帶氣旋編號10S。晚間8時，留尼旺氣象部將其升格為熱帶性低氣壓，給予編號03。
2月5日凌晨3時，留尼旺氣象部將其升格為中度熱帶風暴，並由模里西斯氣象局命名為克利夫（Cliff）。晚間9時，留尼旺氣象部將其降格為殘留低氣壓。同時，聯合颱風警報中心發布最終警告。其殘餘低壓區此後繼續向西行，至馬達加斯加附近才完全消散。
事後，留尼旺氣象部將其巔峰風速上調至45節（每小時85公里），氣壓下調至991百帕。

### 中度熱帶風暴杜馬科（Dumako）
2月10日，留尼旺氣象部把集結在南緯11度，東經62度的94S評為熱帶擾動，給予編號04。
2月13日凌晨2時，留尼旺氣象部將其升格為熱帶性低氣壓。下午3時，聯合颱風警報中心將其升格為熱帶風暴，給予熱帶氣旋編號12S。晚間11時，留尼旺氣象部將其升格為中度熱帶風暴，並由模里西斯氣象局命名為杜馬科（Dumako）。
2月16日凌晨2時，杜馬科登陸馬達加斯加，留尼旺氣象部判定其已轉變為陸上低壓。上午8時，聯合颱風警報中心發布最終警告。

### 強烈熱帶氣旋埃姆納蒂（Emnati）
2月15日，留尼旺氣象部把集結在南緯15度，東經74度的96S評為熱帶擾動，給予編號05。
2月16日晚間6時，留尼旺氣象部將其升格為熱帶性低氣壓。
2月17日上午6時，聯合颱風警報中心將其升格為熱帶風暴，給予熱帶氣旋編號13S。上午8時，留尼旺氣象部將其升格為中度熱帶風暴，並由模里西斯氣象局命名為埃姆納蒂(Emnati)。
2月18日上午8時，留尼旺氣象部直接將其升格為強烈熱帶風暴。下午3時，聯合颱風警報中心將其升格為一級熱帶氣旋。晚間8時，留尼旺氣象部將其升格為熱帶氣旋。
2月20日凌晨3時，聯合颱風警報中心將其升格為二級熱帶氣旋。上午9時，聯合颱風警報中心將其升格為三級熱帶氣旋。晚間8時，留尼旺氣象部直接將其升格為強烈熱帶氣旋。晚間9時，聯合颱風警報中心將其升格為四級熱帶氣旋。
2月21日凌晨3時，聯合颱風警報中心將其降格為三級熱帶氣旋。上午11時，留尼旺氣象部將其降格為熱帶氣旋。
2月22日上午9時，聯合颱風警報中心將其降格為二級熱帶氣旋。晚間9時，聯合颱風警報中心將其降格為一級熱帶氣旋。
2月23日上午8時，埃姆納蒂登陸馬達加斯加，留尼旺氣象部判定其已轉變為陸上低壓。
2月24日，聯合颱風警報中心發布最終警告。同時，留尼旺氣象部判定其已轉變為後熱帶氣旋。
事後，留尼旺氣象部將其巔峰氣壓下調至935百帕。

### 強烈熱帶風暴非孜勒（Fezile）
2月16日，熱帶性低氣壓19U離開澳大利亞國家氣象局責任區進入西南印度洋，因此改由留尼旺氣象部接續發報。同時，留尼旺氣象部將其評為不穩定天氣區，給予編號06。 
2月18日上午8時，留尼旺氣象部將其升格為中度熱帶風暴，並由模里西斯氣象局命名為非孜勒（Fezile）。
2月19日凌晨2時，留尼旺氣象部判定其已轉變為後熱帶氣旋。
事後，留尼旺氣象部將其巔峰風速上調至50節（每小時95公里），氣壓下調至978百帕。

### 強烈熱帶氣旋弗農（Vernon）
2月26日下午2時，留尼旺氣象部判定弗農（Vernon）已進入其責任區，並對其接續發報，評定之風速為105節(每小時195公里)，強度則是強烈熱帶氣旋。同時，聯合颱風警報中心將其升格為四級熱帶氣旋。晚間8時，聯合颱風警報中心將其降格為三級熱帶氣旋。
2月27日凌晨2時，留尼旺氣象部將其降格為熱帶氣旋。上午8時，留尼旺氣象部將其降格為強烈熱帶風暴。下午3時，聯合颱風警報中心將其降格為二級熱帶氣旋。晚間8時，留尼旺氣象部將其降格為中度熱帶風暴。晚間9時，聯合颱風警報中心將其降格為一級熱帶氣旋。
2月28日淩晨，聯合颱風警報中心將其降格為熱帶風暴。
3月1日下午3時，留尼旺氣象部將其升格為強烈熱帶風暴。晚間8時，留尼旺氣象部將其再度降格為中度熱帶風暴。
3月3日下午3時，聯合颱風警報中心發布最終警告。晚間8時，留尼旺氣象部再度將其升格為強烈熱帶風暴。下午11時，留尼旺氣象部判定其已轉變為後熱帶氣旋。
聯合颱風警報中心在10月28日發布的最佳路徑中，將其巔峰風速上調至120節（每小時220公里）。
事後，留尼旺氣象部將其巔峰風速上調至110節（每小時205公里），氣壓下調至940百帕。

### 中度熱帶風暴08
2月23日，一個低壓在科科斯群島以西方形成，美國海軍研究實驗室給予擾動編號93S。下午2時，留尼旺氣象部將其評為熱帶低氣壓，給予編號08。
2月24日，系統離開留尼旺氣象部責任範圍，因此改由澳大利亞國家氣象局接續發報。
2月27日下午3時，留尼旺氣象部判定熱帶低氣壓25U已再度進入其責任區，並對其接續發報，評定之風速為30節(每小時55公里)，強度則是熱帶低氣壓。下午8時，留尼旺氣象部表示其已併入強烈熱帶氣旋弗農環流之中。
事後調整
3月1日，聯合颱風警報中心發出的最佳路徑中，把08強度上調至35節(每小時65公里)，並且給予編號16S。
5月16日留尼旺氣象部發出的最佳路徑中，將其強度提升至中度熱帶風暴，巔峰風速提升至45節（每小時85公里），氣壓下調至992百帕。
聯合颱風警報中心在10月28日發布的最佳路徑中，將其巔峰風速上調至45節（每小時85公里）。

### 強烈熱帶氣旋貢貝（Gombe）
3月6日，留尼旺氣象部把集結在南緯16度，東經56度的熱帶擾動97S評為不穩定天氣區，給予編號09。
3月7日晚間8時，留尼旺氣象部將其升格為熱帶性低氣壓。
3月8日凌晨3時，留尼旺氣象部將其升格為中度熱帶風暴，並由馬達加斯加氣象局命名貢貝（Gombe）。上午6時，聯合颱風警報中心將其升格為熱帶風暴，給予熱帶氣旋編號19S。上午8時，貢貝登陸馬達加斯加，留尼旺氣象部判定其已轉變為陸上低壓。上午9時，聯合颱風警報中心將其降格為熱帶性低氣壓。
3月9日上午8時，留尼旺氣象部再度將其升格為熱帶性低氣壓。上午9時，聯合颱風警報中心將其再度升格為熱帶風暴。下午2時，留尼旺氣象部將其再度升格為中度熱帶風暴。晚間8時，留尼旺氣象部將其升格為強烈熱帶風暴。下午2時，留尼旺氣象部將其升格為熱帶氣旋。下午3時，聯合颱風警報中心將其升格為一級熱帶氣旋。
3月11日上午8時，留尼旺氣象部將其升格為強烈熱帶氣旋。上午9時，聯合颱風警報中心將其升格為三級熱帶氣旋。下午2時，貢貝登陸莫三比克，留尼旺氣象部判定其已轉變為陸上低壓。下午3時，聯合颱風警報中心直接將其降格為一級熱帶氣旋。晚間6時，聯合颱風警報中心將其降格為熱帶風暴，並發布最終警告。
3月17日上午8時，留尼旺氣象部三度將其升格為熱帶性低氣壓。同時，聯合颱風警報中心將其再度升格為熱帶性低氣壓。
事後，留尼旺氣象部將其巔峰風速下調至85節（每小時155公里），氣壓下調至955百帕。

### 強烈熱帶氣旋哈利瑪（Halima）
3月20日晚間9時，留尼旺氣象部把集結在南緯10.9度，東經85度的熱帶擾動94S評為不穩定天氣區，給予編號10。 
3月23日凌晨3時，留尼旺氣象部將其升格為熱帶性低氣壓。中午12時，留尼旺氣象部將其升格為中度熱帶風暴，並由模里西斯氣象局命名為哈利瑪（Halima）。晚間9時，聯合颱風警報中心將其升格為熱帶風暴，給予熱帶氣旋編號22S。
3月24日下午2時，留尼旺氣象部將其升格為強烈熱帶風暴。晚間9時，聯合颱風警報中心將其升格為一級熱帶氣旋。
3月25日凌晨2時，留尼旺氣象部將其升格為熱帶氣旋。凌晨3時，聯合颱風警報中心將其升格為二級熱帶氣旋。下午2時，留尼旺氣象部將其升格為強烈熱帶氣旋。下午3時，聯合颱風警報中心將其直接升格為四級熱帶氣旋。
3月26日上午9時，聯合颱風警報中心將其降格為三級熱帶氣旋。下午2時，留尼旺氣象部將其降格為熱帶氣旋。晚間8時，留尼旺氣象部將其降格為強烈熱帶風暴。晚間9時，聯合颱風警報中心將其降格為二級熱帶氣旋。
3月27日凌晨3時，聯合颱風警報中心將其降格為一級熱帶氣旋。下午3時，聯合颱風警報中心將其降格為熱帶風暴。
3月28日上午8時，留尼旺氣象部將其降格為中度熱帶風暴。下午2時，留尼旺氣象部將其再度升格為強烈熱帶風暴。
3月29日凌晨2時，留尼旺氣象部將其再度降格為中度熱帶風暴。
4月1日上午8時，留尼旺氣象部將其降格為熱帶性低氣壓。
聯合颱風警報中心在10月28日發布的最佳路徑中，將其巔峰風速上調至125節（每小時230公里）。

### 副熱帶低氣壓伊薩（Issa）
4月12日，一個低壓在南非以東方形成，美國海軍研究實驗室給予擾動編號92S。晚間8時，留尼旺氣象部直接將其評為副熱帶風暴，給予編號11，並由馬達加斯加氣象局命名為伊薩（Issa）。

### 強烈熱帶風暴潔絲敏（Jasmine）
4月22日下午3時，留尼旺氣象部把集結在南緯13.5度，東經43度的熱帶擾動97S評為不穩定天氣區，給予編號12。 
4月23日上午9時，留尼旺氣象部將其評為熱帶低氣壓。
4月24日上午9時，留尼旺氣象部將其升格為中度熱帶風暴，並由馬達加斯加氣象局命名為潔絲敏（Jasmine）。同時，聯合颱風警報中心將其升格為熱帶風暴，給予熱帶氣旋編號24S。
4月25日凌晨2時，留尼旺氣象部將其升格為強烈熱帶風暴。
聯合颱風警報中心在10月28日發布的最佳路徑中，將其巔峰風速上調至65節（每小時120公里）。
事後，留尼旺氣象部將其巔峰氣壓上調至985百帕。

### 中度熱帶風暴卡里姆（Karim）
5月7日凌晨2時，留尼旺氣象部判定熱帶性低氣壓36U已進入其責任區，並對其接續發報，評定之風速為25節(每小時45公里)，強度則是不穩定天氣區。下午2時，留尼旺氣象部將其直接升格為中度熱帶風暴，並由模里西斯氣象局命名為卡里姆（Karim）。晚間9時，聯合颱風警報中心將其升格為熱帶風暴，給予熱帶氣旋編號25S。
5月8日，系統離開留尼旺氣象部責任範圍，因此改由澳大利亞國家氣象局接續發報。

## 未被國際命名的熱帶氣旋
除了被命名的熱帶氣旋外，還有一些沒被命名的低氣壓和被聯合颱風警報中心認為是熱帶風暴的熱帶氣旋。以下列出那些熱帶氣旋的資料。

## 氣旋季影響
以下表格顯示了2021－2022年西南印度洋熱帶氣旋季的所有熱帶氣旋以及它們的登陸資料。在括號內的死亡人數屬於非直接，但仍與風暴有關的死亡。所有破壞及死亡數字都包括風暴在擾動及溫帶氣旋階段時的資料。
| 風暴名稱 | 持續日期                    | 最高強度     | 持續風速      | 氣壓                         | 影響地區                               | 損失 （美元） | 死亡人數 | 來源        |
| -------- | --------------------------- | ------------ | ------------- | ---------------------------- | -------------------------------------- | ------------- | -------- | ----------- |
| 安娜     | 1月21日－1月25日            | 強烈熱帶風暴 | 每小時95公里  | 987百帕斯卡（29.15英寸汞柱） | 馬達加斯加、莫桑比克、馬拉威、辛巴威   | $2500萬       | 142      |             |
| 巴茲萊   | 1月25日－2月7日             | 強烈熱帶氣旋 | 每小時205公里 | 923百帕斯卡（27.26英寸汞柱） | 模里西斯、留尼旺、馬達加斯加           | $1.9億        | 123      | [ 1 ] [ 2 ] |
| 克利夫   | 2月4日－2月6日              | 中度熱帶風暴 | 每小時85公里  | 991百帕斯卡（29.26英寸汞柱） | 無                                     | 無            | 無       |             |
| 杜馬科   | 2月12日－2月19日            | 中度熱帶風暴 | 每小時85公里  | 993百帕斯卡（29.32英寸汞柱） | 模里西斯、留尼旺、馬達加斯加、莫桑比克 | $100萬        | 14       | [ 3 ]       |
| 埃姆納蒂 | 2月15日－2月24日            | 強烈熱帶氣旋 | 每小時175公里 | 935百帕斯卡（27.61英寸汞柱） | 模里西斯、留尼旺、馬達加斯加           | $100萬        | 15       | [ 4 ]       |
| 非孜勒   | 2月16日－2月19日            | 強烈熱帶風暴 | 每小時95公里  | 978百帕斯卡（28.88英寸汞柱） | 無                                     | 無            | 無       |             |
| 弗農     | 2月26日-3月3日              | 強烈熱帶氣旋 | 每小時205公里 | 940百帕斯卡（27.76英寸汞柱） | 無                                     | 無            | 無       |             |
| 08       | 2月23日－2月27日            | 中度熱帶風暴 | 每小時85公里  | 992百帕斯卡（29.29英寸汞柱） | 無                                     | 無            | 無       |             |
| 貢貝     | 3月6日－3月17日             | 熱帶氣旋     | 每小時155公里 | 955百帕斯卡（28.20英寸汞柱） | 馬達加斯加、莫三比克、馬拉威           | $9500萬       | 72       | [ 5 ]       |
| 哈利瑪   | 3月21日－4月1日             | 強烈熱帶氣旋 | 每小時195公里 | 939百帕斯卡（27.73英寸汞柱） | 無                                     | 無            | 無       |             |
| 伊薩     | 4月12日－4月15日            | 亞熱帶低氣壓 | 每小時95公里  | 994百帕斯卡（29.35英寸汞柱） | 南非                                   | 未知          | 443      | [ 6 ] [ 7 ] |
| 潔絲敏   | 4月22日－4月28日            | 強烈熱帶風暴 | 每小時110公里 | 985百帕斯卡（29.09英寸汞柱） | 莫三比克、馬達加斯加                   | 無            | 無       |             |
| 卡里姆   | 5月7日－5月8日              | 中度熱帶風暴 | 每小時75公里  | 993百帕斯卡（29.32英寸汞柱） | 無                                     | 無            | 無       |             |
| 季節總結 |                             |              |               |                              |                                        |               |          |             |
| 13個氣旋 | 2022年1月21日－2022年5月8日 |              | 每小時195公里 | 934百帕斯卡（27.58英寸汞柱） |                                        | >3.12億       | 809      |             |

## 2021-22年風暴名單
西南印度洋的熱帶氣旋是由世界氣象組織西南印度洋熱帶氣旋委員會命名。由毛里裘斯、馬拉維、莫桑比克、納米比亞、塞舌爾、南非、斯威士蘭、津巴布韋、坦桑尼亞、博茨瓦納、科摩羅、萊索托和馬達加斯加提供名字。當熱帶氣旋在東經55度以西達到「中度熱帶風暴」的強度，位於馬達加斯加的熱帶氣旋警告中心就會為該系統命名。當熱帶氣旋在東經55度及東經90度之間達到「中度熱帶風暴」的強度，位於毛里裘斯的熱帶氣旋警告中心就會為該系統命名。本年未用名稱以灰色表示，黑體字表示今年已經使用過，粗體名稱表示該風暴活躍中，橙色表示下一個即將使用的熱帶氣旋名稱。每季風暴名稱僅使用一次，季後留尼旺氣象部會把已使用的名稱除名，未使用的名稱將會保留至下一輪中使用。
| - Ana - Batsirai - Cliff - Dumako - Emnati - Fezile - Gombe - Halima - Issa | - Jasmine - Karim - Letlama（未用） - Maipelo（未用） - Njazi（未用） - Oscar（未用） - Pamela（未用） - Quentin（未用） - Rajab（未用） | - Savana（未用） - Themba（未用） - Uyapo（未用） - Viviane（未用） - Walter（未用） - Xangy（未用） - Yemurai（未用） - Zanele（未用） |